# Vulpia elliotea
Vulpia elliotea là một loài thực vật có hoa trong họ Hòa thảo. Loài này được (Raf.) Fernald miêu tả khoa học đầu tiên năm 1945.